# متسلر ۲۲۵۸۳
سیارک ۲۲۵۸۳ (به انگلیسی: 22583 Metzler، نامگذاری:1998HL86) بیست و دو هزار و پانصد و هشتاد و سومین سیارک کشف شده‌است که در ۲۱ آوریل ۱۹۹۸ کشف شد.
قدر مطلق سیارک برابر ۱۱٫۲ است.